# Shinee
Shinee (/ˈʃaɪniː/ SHY-nee ; korejsko 샤이니, latinizirano: Syaini; japonsko シャイニー, latinizirano: Shainī ; stilizirano zapisano kot SHINee) je južnokorejska fantovska k-popovska skupina, ki jo je leta 2008 ustanovilo podjetje SM Entertainment. Skupino je prvotno sestavljalo pet članov: Onew, Jonghyun, Key, Minho in Taemin. Skupina si je zaradi svojega glasbenega vpliva v domovini prislužila številna priznanja in naziv »princi k-popa«.   
Skupina Shinee je maja 2008 debitirala s svojim prvim EP-jem Replay, in sicer v oddaji SBS' Inkigayo z istoimenskim singlom. Skupina je pritegnila pozornost, saj je med študenti sprožila modni trend, ki so ga mediji poimenovali »Shinee Trend«. Avgusta 2008 je skupina izdala svoj prvi korejski studijski album The Shinee World, ki je na 23. podelitvi nagrad Golden Disc Awards prejel nagrado za najboljši album novincev v tem letu. Skupina Shinee, je svojo priljubljenost na južnokorejski glasbeni sceni, še bolj utrdila z nadaljnjima singloma Ring Ding Dong in Lucifer. Pesem Ring Ding Dong se je uvrstila na vrh več korejskih glasbenih lestvic in pridobila popularnost po vsej Aziji. Pesem Lucifer pa je bila leta 2010 nominirana za najboljšo plesno predstavo na Mnet Asian Music Awards, zaradi svoje izjemne koreografije. Leta 2012 je skupina izdala album Sherlock, ki je z več kot 180.000 prodanimi izvodi postal peti najbolj prodajan album leta. Skupina je bila večkrat uvrščena tudi na Forbesov seznam Korea Power Celebrity, enkrat leta 2014 in ponovno leta 2016.
Sredi leta 2011 je skupina Shinee podpisala pogodbo z EMI Music Japan in se podala na japonsko glasbeno sceno. Japonska različica njihovega singla Replay je bila prodana v več kot 100.000 izvodih, kar je bilo takrat največje število prodanih izvodov japonskega debitantskega singla, ki ga je zabeležil Oricon za južnokorejsko skupino. Sledil je njihov prvi japonski studijski album The First, ki je izšel 7. decembra 2011 oba albuma sta prejela zlati certifikat RIAJ zaradi prodaje več kot 100.000 izvodov. Leta 2011 je skupina v londonskem studiu Abbey Road Studios priredila tudi sprejem za japonski prvenec Premium, s čimer so postali prvi azijski izvajalci, ki so tam tudi nastopili. Dve leti pozneje so izdali svoj drugi japonski album Boys Meet U (2013), ki so mu sledili I'm Your Boy (2014), D×D×D (2016) in Five (2017). Decembra 2017 je umrl član Jonghyun, skupina pa je izdala svoj šesti studijski album The Story of Light. Po služenju vojaškega roka Onewa, Keyja in Minha se je skupina vrnila leta 2021 s svojim sedmim albumom Don't Call Me in japonskim EP-jem Superstar. Po Taeminovem služenju vojaškega roka se je skupina vrnila kot popolna štiričlanska skupina z osmim studijskim albumom Hard, ki je izšel leta 2023 ob 15. obletnici skupine. 
Shinee velja za eno najboljših vokalnih k-popovskih skupin v živo in je znana po svojih izredno sinhroniziranih in kompleksnih koreografijah. Za plesne nastope skladb Sherlock (Clue + Note), Dream Girl in View je skupina trikrat zapored prejela nagrado za najboljši plesni nastop na Mnet Asian Music Awards. Glasbeni slog skupine Shinee je sodobni R&B, vendar je skupina znana po svojem eksperimentalnem zvoku, ki vključuje različne zvrsti, kot so funk rock, hip hop in EDM..

## Zgodovina

### 2008: Prvenec inThe Shinee World
Pred prvim nastopom skupine je založba SM Entertainment predstavila prihajajočo sodobno fantovsko skupino R&B, katere cilj je bil postaviti trende na vseh področjih glasbe, mode in plesa. Korejsko ime skupine Shinee, je novo skovana beseda in se razlaga kot kombinacija besed shine, ki pomeni svetloba, in pripone ee, ki pomeni »tisti, ki prejme svetlobo«.  22. maja 2008 je izšel prvi EP skupine z naslovom Replay    ki je debitiral na desetem mestu južnokorejske glasbene lestvice,  in dosegel vrh z osmim mestom.  V prvi polovici leta 2008 je bilo prodanih 17.957 izvodov.  25 maja 2008 je skupina Shinee s siglom Replay prvič nastopila na odru oddaje SBS' Inkigayo. 
Junija 2008 je skupina prejela svojo prvo nagrado, Rookie of the Month, na podelitvi nagrad Cyworld Digital Music Awards.  Avgusta 2008 je prejela tudi nagrado Hot New Star na podelitvi nagrad Mnet 20's Choice Awards.  Istega meseca je skupina Shinee izdala svoj prvi (polni) album The Shinee World,  ki je debitral na tretjem mestu in bil prodan v 30.000 izvodih.  Glavni singl albuma "Love Like Oxygen" je priredba skladbe "Show the World" Martina Hoberga Hedegaarda,  ki jo je prvotno napisala danska avtorska producentska ekipa Thomasa Troelsena, Remeeja in Lucasa Secona.  Pesem je 18. septembra 2008 osvojila prvo mesto v oddaji M Countdown, kar je bila prva zmaga skupine v južnokorejski glasbeni oddaji po njenem debiju.
Skupina Shinee je sodelovala na 5. Azijskem festivalu pesmi, kjer je skupaj z japonsko dekliško skupino Berryz Kobo prejela nagrado za najboljšega novega izvajalca.  Skupina se je 20. oktobra 2008 udeležila podelitve nagrad Style Icon Awards, kjer je prejela nagrado za najboljšo stilsko ikono. Istega dne je izšla preoblikovana različica The Shinee World z naslovom Amigo, ki vključuje tri nove skladbe: Forever or Never, remiks skladbe Love Should Go On in naslovno skladbo Amigo. Amigo je skrajšana različica korejskega izraza »areumdaun minyeoreul joahamyeon gosaenghanda«, ki ga lahko prevedemo v »Srce boli, ko se zaljubiš v lepotico«. 
Novembra 2008 je Shinee prejel nagrado za najboljšo novo moško skupino na glasbenem festivalu Mnet KM 2008 in premagal novince U-KISS, 2PM, 2AM in Mighty Mouth.  Poleg tega je skupina na 23. podelitvi nagrad Golden Disc Awards prejela tudi nagardo za najboljši album novincev. 

### 2009–2010: Naraščajoča priljubljenost inLucifer
V začetku februarja 2009 je Shinee skupaj z Davichijem in Mighty Mouthom na 18. podelitvi glasbenih nagrad v Seoulu prejela nagrado za najboljšega novinca.  Shineejeva druga razširjena (extended version v angleščini nimamo slo izraza) skladba Romeo je izšla 25. maja. Glavni singel Juliette je bil izdan že 18. maja.    Pesem je instrumentalna predelava skladbe Deal with It pevca Corbin Bleu.  Skupina Shinee je pesem prvič predstavila na odru televizijske oddaje KBS ' Music Bank junija 2009, kjer je skupina prejela tudi nagrado za prvo mesto. 
Skupina Shinee je 19. oktobra 2009 izdala digitalno različico svoje tretje razširjene skladbe Year of Us,  ki je bila v fizični obliki izdana 22. oktobra. Glavni singl Ring Ding Dong je bil v digitalni obliki izdan 14. oktobra  in se je uvrstil na vrh številnih korejskih glasbenih lestvic ter postal priljubljen po vsej Aziji.  V začetku decembra 2009 je skupina skupaj s skupinoSuper Junior na 24. pdelitvi nagrad Golden Disc prejela nagrado za priljubljenost.
Skupina je 19. julija 2010 izdala svoj drugi studijski album Lucifer,  ki je zasedel vrh različnih fizičnih in digitalnih prodajnih lestvic v Južni Koreji.  Pesmi na albumu so bile izbrane bolj skrbno kot kdaj koli prej, album pa naj bi poslušalcem ponudil odlično priložnost, da spoznajo raznolike glasbene karakterje in zrelejše vokalne sposobnosti članov..  Skupina je 23. julija 2010 ponovno nastopila na KBS' Music Bank. ] Zaradi izjemne koreografije je bila skladba Lucifer nominirana za nagrado za najboljšo plesno predstavo na podelitvi Mnet Asian Music Awards.  Lucifer je postal šesti najbolj prodajan album leta 2010 v Južni Koreji, saj je bil prodan v več kot 120.000 izvodih. Oktobra 2010 je bil album ponovno izdan pod naslovom Hello. Med promocijskimi dejavnostmi za drugi studijski album se je skupina 21. avgusta 2010 udeležila tudi svetovne turneje SM Town Live '10.  Skupina Skupina Shinee je 26. decembra 2010 v nacionalni gimnaziji Yoyogi v Tokiu začela svojo prvo koncertno turnejo Shinee World. Dogodka se je udeležilo približno 24.000 ljudi. 

### 2011–2012: japonski prvenec,The FirstinSherlock
1. januarja 2011 je skupina Shinee v okviru turneje Shinee World nastopila v Olimpijski gimnastični areni v Seulu, nato pa v letu 2011 nastopila še v različnih mestih na Japonskem.   25. in 26. januarja 2011 je skupina sodelovala na japonskem delu svetovne turneje SM Town Live '10 v Tokiu, ki se je nadaljevala z dvema koncertoma v Parizu v dvorani Zénith Paris, tremi koncerti v Tokiu v Tokyo Dome in v dovrani Madisonu Square Garden v New Yorku.  Skupina je 22. junija 2011 debitirala na Japonskem z japonsko različico pesmi Replay, ki je bila v prvem tednu prodana v več kot 91.000 izvodih.   RIJA je nato skladbi podelil zlati certifikat za prodajo več kot 100.000 izvodov. To je bila najvišja prodaja, ki jo je takrat zabeležil Oricon za prvenec južnokorejske skupine.
19. junija so Shinee kot prvi azijski izvajalci nastopili v studiu Abbey Road Studios v Londonu, kjer so imeli sprejem za svoj japonski prvenec.   22. julija 2011 je skupina Shinee začela turnejo Japan Debut Premium Reception Tour in imela več koncertov v različnih mestih po Japonski  28. avgusta in 12. oktobra 2011 sta izšli dve japonski predelavi Juliette in Lucifer.   9. avgusta 2011 je skupina Shinee sodelovala pri prizadevanjih za pomoč afriškim otrokom. Skupini se je pridružil generalni sekretar Združenih narodov Ban Ki-moon pri projektu "Pomoč afriškim otrokom", ki sta ga soorganizirala korejsko društvo Rdečega križa in korejski odbor UNICEF.   Novembra 2011 so bili Shinee povabljeni kot otvoritveni nastop 6. londonskega festivala korejskega filma, ki je potekal v gledališču Odeon West End Theater. Skupina je za odprtje festivala priredila enourni gala koncert, vstopnice pa so bile razprodane v nekaj minutah.    To je bil prvi samostojni koncert korejskih umetnikov v Londonu. 
Prvi japonski studijski album skupine The First je izšel decembra 2011. Poleg japonskih predelav sedmih prej izdanih korejskih pesmi je vseboval pet novih pesmi. V običajni različici albuma je bila kot bonus objavljena tudi tematska pesem drame Strangers 6 z naslovom Stranger. Album je prejel zlati certifikat RIAJ za prodajo v več kot 100.000 izvodih.  Taemin, Onew in Key so 8. decembra debitirali kot pisci in izdali potopisno knjigo Children of the Sun, ki je vsebovala zgodbe z njihovega potovanja v Barcelono v Španiji. Člani so sami posneli fotografije in napisali komentarje. Shinee je sodelovala tudi v albumu 2011 Winter SM Town - The Warmest Gift s priredbo pesmi "Last Christmas".Kompilacijski album umetnikov SM je izšel 13. decembra 2011.
Skupina Shinee je 24. decembra 2011 v dvorani A tokijskega mednarodnega foruma organizirala spominski koncert ob uspešni izdaji svojega prvega japonskega albuma The First. Koncert je potekal trikrat, da bi se ga lahko udeležilo 15.000 oboževalcev, ki so na loteriji osvojili pravico do udeležbe. Izvedli so skupno šest pesmi, vključno z japonskima debitantskima singloma Replay (Kimi wa Boku no Everything), Lucifer ter To Your Heart.   Podjetje Tower Records Japan je 28. decembra 2011 objavilo, da je Shinee prejela nagrado za izvajalca leta na izboru K-Pop Lovers 2011! Awards.  Shineejeva četrta korejska razširjena skladba Sherlock je v digitalni obliki izšla 19. marca, v fizični obliki pa 21. marca.  Sherlock je postal peti najbolje prodajani album leta v Južni Koreji z več kot 180.000 prodanimi izvodi. 26. marca 2012 je skupina Shinee skupaj s svojimi kolegi iz založbe postala delničar družbe SM Entertainment. Vsak od njih je prejel 340 delnic (vrednost približno 13 600 USD za vsakega člana).
Japonski remake Sherlocka je na Japonskem izšel 16. maja. Skupina je 25. aprila 2012 začela svojo prvo japonsko koncertno turnejo Shinee World 2012. Na turneji je bilo skupaj 20 koncertov v Fukuoki, Saporu, Nagoji, Osaki, Kobeju, Tokiu in Hirošimi. Njihova turneja je postavila rekord po številu obiskovalcev za prvo japonsko turnejo korejske skupine s skupno 200.000 ljudmi.  20. maja 2012 je skupina Shinee sodelovala na turneji SM Town Live World Tour III skupaj s svojimi kolegi iz založbe v Honda Centru v Anaheimu v Kaliforniji. Skupina Shinee je 21. in 22. julija v olimpijski gimnastični areni v Seulu priredila svoj drugi samostojni koncert Shinee World II, ki se je začel v Seulu.
Shinee je 10. oktobra 2012 izdala izvirni japonski singel "Dazzling Girl"  V prvem tednu se je singel prodal v 97.111 izvodih in je bil izbran za naslovno pesem japonske televizijske serije Sukkiri. 19. novembra 2012 je Shinee skupaj z igralcem Kim Soo-hyunom prejela nagrado ministrstva za kulturo na letni podelitvi nagrad Korejskih nagrad za popularno kulturo in umetnost, ki sta jo v olimpijski dvorani v Seulu pripravila južnokorejsko ministrstvo za kulturo, šport in turizem ter Korejska agencija za ustvarjalne vsebine (KOCCA).   Shinee se je novembra 2012 udeležil podelitve Mnet Asian Music Awards 2012, ki je potekala v Hongkongu, in za svoj najnovejši korejski singel Sherlock (Clue + Note) prejel nagrado za najboljšo plesno predstavo moške skupine.    Skupina Shinee je 12. decembra 2012 izdala svoj prvi japonski baladni singel (skupno šesti) "1000-nen, Zutto Soba ni Ite..." in koncertni video album za svojo arensko turnejo Shinee World 2012.

### 2013–2014:Dream Girl, Why So Serious?,Boys Meet U,EverybodyandI'm Your Boy
15. januarja 2013 se je Shinee udeležil 27. podelitve nagrad Golden Disc, ki je potekala v Kuala Lumpurju na mednarodnem dirkališču Sepang in že tretjič prejel nagrado za priljubljenost, potem ko je v letih 2009 in 2010 osvojil isto nagrado. Prejeli so tudi nagrado Disk Bonsang za pesem Sherlock, drugo po zmagi za pesem Lucifer leta 2010.  3. februarja je MBC objavila, da bodo Shinee nastopili v svoji posebni oddaji za lunarno novo leto z naslovom Shinee's Wonderful Day (znana tudi kot Shinee's One Fine Day), ki so jo začeli predvajati 10. februarja. V posebni oddaji so člani skupine Shinee obiskali različne države po lastni izbiri, brez pomoči svojega vodstvenega osebja in brez vmešavanja produkcijske ekipe. Onew je obiskal Tajsko, Jonghyun Japonsko, Key in Minho Anglijo, Taemin Švico. 
Tretji korejski album skupine Shinee je bil sestavljen iz dveh različic: prvi del Dream Girl - The Misconceptions of You, je izšel 19. februarja,   drugi del Why So Serious? - The Misconceptions of Me, ki je izšel 29. aprila.  Glavni singel prvega dela Dream Girl je acid electro funk skladba, ki sta jo producirala Shin Hyuk in Joombas Music Factory, vodilni singel drugega dela Why So Serious? pa je funk rock plesna skladba, ki jo je napisala in producirala Kenzie.  Kasneje je bil izdan kompilacijski album The Misconceptions of Us z dvema novima skladbama: "Selene 6.23" in "Better Off"   13. marca je Shinee izdala japonski singel "Fire".  Skupina je 26. junija izdala svoj drugi japonski album Boys Meet U  21. avgusta pa je izšel istoimenski singel, ki je vključeval japonsko različico pesmi "Dream Girl".  junija 2013 v Saitami začela svojo drugo japonsko koncertno turnejo po vsej državi Shinee World 2013. 
Novembra 2013 je Shinee osvojil nagrado za izvajalca leta na Melon Music Awards, eni največjih podelitev nagrad v državi, ki se podeljuje na podlagi digitalne prodaje in spletnih glasov. To je bilo prvič, da je skupina prejela to nagrado. 29. septembra je SM Entertainment objavil, da bo Shineejev peti EP Everybody izšel 14. oktobra  6. novembra 2013 je SM Entertainment napovedal tedenski glasbeni festival SM Town Week.  Koncert skupine Shinee z naslovom The Wizard (Čarovnik) je dogodek odprl 21. decembra v dvorani Kintexu v Ilsanu.
29. januarja 201429. januarja 2014 je bilo objavljeno, da bo skupina Shinee marca organizirala svoj tretji korejski solo koncert  Shinee World III, ki mu bodo dodali še koncerte v Latinski Ameriki.   24. februarja je župan okrožja Gangnam Shin Yeon-hee sporočil, da so bili Shinee imenovani za častne ambasadorje okrožja. 2. aprila je skupina Shinee izdala koncertni album s svojega drugega samostojnega koncerta.  25. junija je založba Universal Music Japan izdala deseti japonski singel skupine Shinee "Lucky Star" kot njihovo prvo izdajo pod okriljem založbe EMI Records.  Universal Music Japan je 24. septembra izdal tretji japonski album skupine I'm Your Boy, pred katerim so izšli singli "Boys Meet U", "3 2 1" in "Lucky Star".  Od septembra do decembra 2014 so se Shinee odpravili na svojo tretjo japonsko turnejo. Začela se je 28. septembra v Čibi po državi pa je bilo načrtovanih 30 nastopov.
Skupina je 11. decembra 2014 izdala svoj tretji koncertni album s koncerta Shinee World III, ki je potekal 8. in 9. marca istega leta v olimpijski gimnastični areni. Vseboval je dve zgoščenki s skupno 33 skladbami. Družba SM Entertainment je 15. decembra sporočila, da je skupina Shinee med 13. in 14. decembrom razprodala dvorano World Memorial Hall v Kobeju na Japonskem, ki jo je obiskalo 16.000 oboževalcev. S tem je skupina Shinee uspešno zaključila turnejo po 20 mestih in 30 koncertih, na kateri se je zbralo 200.000 navdušencev. Koncert v tokijski kupoli je bil zaključek in bis njihove japonske turneje.  Forbes  je leta 2014 Shinee uvrstil na seznam Korea Power Celebrity.  

### 2015–2016:Odd,DxDxDin1 od 1
17. februarja 17. februarja so bili Shinee kot edini korejski umetniki povabljeni v kitajski program za lunarno novo leto Chun Jie Wan Hui, ki ga vodi televizija Liaoning in je že 12 let najbolj gledana oddaja v svojem terminu. Istega meseca je skupina postala ambasadorka ministrstva za upravljanje s človeškimi viri za promocijo korejske glasbe, plesa in mode.   Njihove naloge kot ambasadorjev so vključevale nastopanje na prireditvah po vsem svetu za spodbujanje kulturne izmenjave med narodi.
Skupina Shinee je med 15. in 17. majem v gimnastični dvorani Olympic Park v Seulu organizirala tridnevni koncert Shinee World IV, na katerem je premierno predstavila nove pesmi s prihajajočega albuma. Njihov četrti studijski album Odd je izšel 18. maja naslednji dan pa je bil objavljen videospot za glavni singel "View".Skladbo sta napisala in producirala LDN Noise in Jonghyun. Videospot za skladbo "View" je bil najbolj gledan glasbeni videospot K-popa na svetu v mesecu maju.  Odd je debitiral na devetem mestu Billboardove lestvice Heatseekers Albums ter na prvem mestu Billboardove lestvice World Albums in prodal več kot 2000 izvodov v ZDA.  Prepakirani album Married to the Music je izšel 3. avgusta 2015 in je vseboval štiri dodatne pesmi. 
25. oktobra 2015 so izdali enajsti singel "Sing Your Song" 13. decembra 2015 pa dvanajsti singel "D×D×D".Slednji je bil vodilni singel njihovega četrtega istoimenskega japonskega albuma. 1. januarja 2016 je skupina Shinee izdala svoj četrti dolgometražni japonski album D×D×D, ki je vključeval prej izdane single skupine in japonsko različico pesmi "View". Album je zasedel prvo mesto na lestvici Oricon.  Za promocijo albuma je skupina začela svojo četrto japonsko turnejo po stadionih Shinee World 2016, ki se je začela 30. januarja 2016 v dvorani Marine Messe v Fukuoki in končala 19. maja 2016 v dvorani Tokyo Dome, skupaj pa je imela 20 koncertov v devetih mestih.  Njihova agencija je ocenila, da bi se na koncertu lahko zbralo do 350.000 obiskovalcev, s čimer bi skupni seštevek obiskovalcev vseh japonskih turnej skupine Shinee dosegel 1,12 milijona. Na turneji so drugič nastopili v dvorani Tokyo Dome, kjer so nastopili 18. in 19. maja ter prvič v dvorani Kyocera Dome, kjer so nastopili 14. in 15. maja.  18. maja so izdali svoj 13. japonski singel "Kimi no Sei de",  ki so ga na Japonskem prodali v več kot 69.000 izvodih.
Februarja 2016 je revija Forbes objavila štirideset najboljših Forbesovih korejskih zvezdnikov, med katerimi je bila znova tudi Shinee.  Marca je skupina Shinee na 23. podelitvi glasbenih nagrad DongFang v Šanghaju, eni največjih letnih podelitev nagrad na Kitajskem, prejela nagrado za najboljšo skupino v Aziji. Skupina je bila edina skupina K-pop, ki je bila povabljena, da se udeleži slovesnosti in na njej nastopi.
4. septembra 2016  je skupina Shinee v Seulu organizirala svoj peti samostojni koncert z naslovom Shinee World V.  Štiri od 34 izvedenih pesmi so bile pesmi z novega albuma skupine,  ki je izšel 5. oktobra 2016 pod naslovom 1 of 1 .  Album je "hipermodernizacija retro žanra", ki ga je navdihnilo obdobje 1980-1990.  Preoblikovana različica z naslovom 1 in 1 je izšla 15. novembra 2016, na njej pa je bilo pet novih pesmi.   21. decembra 2016 je skupina Shinee izdala svoj štirinajsti japonski singel Winter Wonderland,   ki je debitiral na drugem mestu lestvice Oricon Charts in se v enem tednu prodal v več kot 80.000 izvodih.  Shinee so imeli leta 2016 tudi šesto največje število gledalcev na svojih koncertih na Japonskem, saj jih je po ocenah obiskalo 510.000. 

### 2017–2019:Five, Jonghyunova smrt,The Story of Lightin vojaška služba
22. februarja  je skupina Shinee izdala svoj peti dolgometražni japonski album Five. Za promocijo albuma so začeli svojo peto japonsko turnejo Shinee World 2017, ki se je začela 28. januarja 2017 in končala 30. aprila 2017 v Tokiu, skupaj pa je imela 25 koncertov v 10 mestih.  Pozneje je skupina turneji dodala še štiri dodatne nastope v dvoranah Tokyo Dome in Kyocera Dome, ki so se začeli septembra. Skupina Shinee se je leta 2017 s približno 539.000 obiskovalci uvrstila na osmo mesto na Japonskem po številu obiskovalcev koncertov.
18. decembra 2017 je zaradi samomora umrl Jonghyun.  Njegov pogreb je bil organiziran 21. decembra, udeležili pa so se ga preostali člani skupine Shinee in številni glasbeniki, med njimi Girls' Generation, IU, Super Junior in drugimi.   Skupina Shinee naj bi imela februarja 2018 vrsto koncertov na Japonskem, po razpravah o tem, ali naj jih preložijo, pa so se odločili, da bodo še naprej promovirali kot štiričlanska skupina in nadaljevali japonsko turnejo, kot je bilo načrtovano. 26. marca je skupina Shinee izdala svoj japonski singel "From Now On", na katerem je posthumno nastopil Jonghyun, kmalu zatem pa je skupina izdala svojo prvo japonsko kompilacijo Shinee Shinee The Best From Now On. 
Družba SM Entertainment je 15. maja 2018 objavila napovednike za tridelni korejski album z naslovom The Story of Light.  The Story of Light. Prvi del albuma je izšel 28. maja s singlom "Good Evening" drugi del trilogije pa 11. junija s singlom "I Want You". Po besedah skupine drugi del albuma predstavlja pogled skupine nase, medtem ko prvi del odraža, kaj si o njih mislijo drugi. Tretji in zadnji del albuma, ki mu načeluje singel "Our Page" je izšel 25. junija. 1. avgusta 2018 sta bili japonski različici skladb "Good Evening" in "I Want You" izdani na 15. japonskem singlu skupine Shinee "Sunny Side", skupaj z istoimensko skladbo, ki so jo napisali člani skupine. 10. septembra 2018 je skupina Shinee izdala predelavo svojega šestega albuma The Story of Light Epilogue, ki ga sestavljajo vse skladbe s prejšnjih treh albumov in ena nova skladba z naslovom "Countless".
Onew se je decembra 2018 prijavil in odšel na obvezno služenje vojaškega roka. V začetku leta 2019 je bilo objavljeno, da bosta Key in Minho v prvi polovici leta opravila služenje vojaškega roka.  Key je vložil vlogo za služenje vojaškega roka v orkestru in 4. marca 2019 pričel s služenjem. Minho se je 15. aprila 2019 vpisal v vojsko marincev.

### 2020–danes: Don't Call Me,SuperstarinHard
Onew  je bil iz vojske odpuščen 8. julija 2020, Key in Minho pa 24. septembra oziroma 15. novembra.   Družba SM Entertainment je 6. januarja 2021 napovedala, da se bo Shinee po dveh letih in pol vrnila z novim albumom.Sedmi korejski studijski album skupine Don't Call Me, ki vsebuje naslovno skladbo albuma kot glavni singel, poleg glasbenega videa je bil izdan 22. februarja 2021. Album je bil komercialno uspešen, saj je debitiral na prvem mestu lestvice Gaon Album Chart in za več kot 250.000 prodanih izvodov prejel platinasto certifikacijo KMCA. Z uporabo platforme Beyond Live so 4. aprila 2021 organizirali spletni koncert z naslovom Shinee World, ki si ga je ogledalo 130.000 gledalcev v 120 državah. 12. aprila 2021 je izšla predelana različica njihovega sedmega albuma z naslovom Atlantis, ki vsebuje tri nove pesmi, vključno z istoimenskim glavnim singlom.
23. maja 2021  je skupina Shinee organizirala spletno srečanje oboževalcev z naslovom Bistro de Shinee, s katerim je proslavila deseto obletnico debija na Japonskem. Na dogodku so premierno predstavili svoj novi japonski singel "Superstar", ki je naslednji dan izšel na digitalnih glasbenih platformah. Taemin se je 31. maja vključil v vojaško skupino in postal zadnji član skupine, ki se je vključil v vojsko. Skupina Shinee je 28. junija 2021 izdala digitalno različico svoje nove japonske razširjene skladbe "Superstar" s petimi pesmimi, ki je bila njihova prva japonska izdaja po letu 2018. Fizična različica je izšla 28. julija 2021. EP je postal četrta izdaja skupine Shinee, ki se je znašla na vrhu lestvice Oricon Albums Chart, RIAJ pa ji je zaradi prodaje več kot 100.000 izvodov podelil zlati certifikat.
Taemin je bil 4. aprila 2023 odpuščen iz vojaške službe. 27. in 28. maja 2023 je skupina Shinee v areni Jamsil organizirala srečanje oboževalcev z naslovom Piece of Shine, na katerem so praznovali 15. obletnico delovanja. Razprodano srečanje oboževalcev je bil prvi dogodek brez povezave za skupino kot celoto po letu 2018. Drugi dan srečanja oboževalcev je bil globalno predvajan v živo prek storitve Beyond Live in so ga hkrati spremljali v 102 različnih regijah. Na dogodku so razkrili novo še neizdano pesem z naslovom "The Feeling". Skupina Shinee je 23. in 25. junija v olimpijski gimnastični areni v Seulu organizirala koncert z naslovom Shinee World VI: Perfect Illumination. 26. junija so izdali svoj osmi studijski album Hard, skupaj z istoimenskim singlom. Od septembra so nadaljevali turnejo na Japonskem.   Novembra so Shinee izdali dokumentarni film z naslovom My Shinee World. Film, ki obeležuje njihovo 15. obletnico delovanja, vsebuje še nevidene posnetke iz celotne kariere.

## Člani
| Current - Onew (온유) - Key (키) - Minho (민호) - Taemin (태민) | Former - Jonghyun (종현) |

### Časovnica
| Korean albums - The Shinee World (2008) - Lucifer (2010) - The Misconceptions of Us (2013) - Odd (2015) - 1 of 1 (2016) - The Story of Light (2018) - Don't Call Me (2021) - Hard (2023) | Japanese albums - The First (2011) - Boys Meet U (2013) - I'm Your Boy (2014) - D×D×D (2016) - Five (2017) |

Opomba: Jonghyun se kljub smrti 18. decembra 2017 še vedno pojavlja posthumno v The Story of Light. 

## Umetnost

### Javna podoba
Skupina Shinee je znana po svojem modnem slogu, ki ga je sprva oblikoval oblikovalec Ha Sang-beg in ki vključuje visoke superge, oprijete kavbojke in pisane puloverje.  Njihov slog je med študenti ustvaril modni trend, ki so ga mediji poimenovali "Shinee Trend".   Fantovski šarm skupine je bil pomemben dejavnik pri pridobivanju oboževalcev skupine Shinee.  Z izdajo albuma Year of Us leta 2009 je stil skupine Shinee postal zrelejši, čeprav je še vedno ohranil edinstveno podobo skupine Shinee.   Poleg tega oddelek za vizualno in umetniško vodenje družbe SM Entertainment namesto z znanimi umetniki in fotografi običajno sodeluje z nastajajočimi talenti, z novimi idejami za koncepte skupine Shinee.  Ko je skupina Shinee leta 2008 debitirala s pesmijo Replay, pozornost ni pritegnila le njena glasba, temveč tudi njen barviti slog, a tudi štiri leta pozneje, leta 2012, je skupina Shinee ohranila svoj barviti koncept za pesem Sherlock. Ha je v intervjuju za The Korea Times izjavil: "Veliko se je razvilo v preteklih letih, odkar spreminjam njihove sloge, da odražajo njihovo glasbo. Občutek njihovega prvenca še vedno obstaja mešanje nadzemlja [sic] s podzemnim, visoko modo z ulično modo ... vendar zelo moderna kot Shinee." 

### Vokal in koreografija
Skupina Shinee je priznana zaradi "inovativnega pristopa k glasbi in brezhibne koreografije", ter velja za enega najboljših vokalistov in plesalcev korejskega popa v živo.  Znani so po dobrih vokalnih nastopih in zapletenih koreografijah ter edinstvenem slogu glasbe, ki jih razlikuje od drugih izvajalcev K-popa. Na predstavitvi skupine SM Entertainment v New Yorku oktobra 2011 jih je Jon Caramanica iz časopisa The New York Timesa povzel kot "najbolj ambiciozne" na tem večeru in pohvalil tudi močno vokalno izvedbo skupine. Poleg tega je izjavil: "V tem primeru je bilo treba izvesti naslednji preizkus: "Njihova glasba, zlasti Replay, Ring Ding Dong" in Juliette", se je zdela najbolj tvegana, čeprav je le rahlo oklestila poliglotsko formulo K-popa.  Kim Joo-hyun iz revije Beff Report meni, da je največja prednost skupine Shinee rušenje meja med vlogo glavnega in stranskega vokala. Pozitivno je poudaril harmonijo med glavnima vokaloma, Onew in Jonghyunom, češ da pojeta z estetiko "kontrasta", kar pomeni, da ju ni mogoče ločiti drug od drugega; nasprotno, ko sta združena, si dejansko ustrezata. Pohvalil je tudi vokalni razvoj Taemina, najmlajšega člana skupine.  Jakob Dorof iz britanskega mesečnika Dazed je skupino Shinee opisal kot skupino, ki ima "tehnično barvno vizualno podobo", "koreografijo, usklajeno kot balet", in "divje avanturistične uspešnice" ter dejal, da je skupina, ki uteleša harmonijo teh lastnosti bolje kot katera koli druga. Tamar Herman iz revije Paste je skupino Shinee opisala kot eno najbolj priljubljenih plesnih skupin K-popa, "z vrhunskimi plesnimi gibi, ki so tehnično enako ustvarjalni kot pesmi, ki jih izvajajo".
Shinee so sodelovali Shinee so sodelovali, z vrhunskimi koreografi, kot je Rino Nakasone, ki je koreografiral zgodnje pesmi skupine Shinee, kot so Replay  in Love Like Oxygen, leta 2008 , Juliette" leta 2009  in uspešnico skupine "Lucifer" leta 2010,  ki je bila leta 2010 nominirana za najboljšo plesno predstavo na Mnet Asian Music Awards. Misha Gabriel e koreografiral pesmi "Amigo" (2008)  in "Ring Ding Dong" (2009).  Tony Testa je sodeloval pri kasnejših uspešnicah skupine Shinee, kot sta "Sherlock (Clue + Note)" (2012) in "Dream Girl" (2013), za kateri je značilen edinstven in prepoznaven slog,  medtem ko je Ian Eastwood sodeloval pri skladbi "View" (2015) - odvrnil se je od običajne, močne in natančne koreografije skupine in namesto tega delal v slogu groove, ki prikazuje skupinsko delo skupine.  Vse tri pesmi so bile nagrajene z nagrado za najboljšo plesno predstavo na podelitvi Mnet Asian Music Awards: leta 2012, 2013 in 2015.

### Glasbeni slog in teme
"Naučil sem se, da lahko v skupini naredimo kar nekaj stvari, ki nebi bile mogoče, če bi bil sam. Ko delamo skupaj, lahko pri vsem poskusimo z več izzivi. Tudi če se sprašujemo, ali nam bo uspelo, vedno poskusimo. Kot skupina Shinee si moramo še naprej prizadevati in delati stvari, ki so nekoliko bolj prefinjene in podrobne."

–Član Jonghyun o glasbenih slogih skupine.
Prevladujoča glasbena zvrst skupine je sodobni R&B. Na zgodnje single skupine, kot sta "Replay" in "Lucifer" sta vplivala R&B in plesni pop, medtem ko so skladbe, kot sta "Get Down" in "JoJo" raziskovale druge glasbene sloge, kot sta hip-hop in ples.  Na tretji album skupine Shinee so pomembno vplivali funk rock, elektronska glasba in rock. Billboardov kolumnist Jeff Benjamin je Shineejeve skladbe, kot sta "Punch Drunk Love" in "Aside", primerjal z zvoki Michaela Jacksona in Lionela Richieja , medtem ko skladbe, kot sta "Beautiful" in "Runaway", združujejo "edinstvene elemente elektronske produkcije nad sladkimi harmonijami fantovskih skupin, da bi ustvarili celoletno pop glasbo".
Skupina Shinee je znana po svojem eksperimentalnem zvoku in sposobnosti izvajanja širokega spektra žanrov. Primer tega je peti razširjeni album skupine Everybody, katerega naslovna pesem je uvrščena v žanr complextro. Jakob Dorof iz Tiny Mix Tapes je izjavil, da je "Everybody pozitiven dokaz, da se tudi v kulturni industriji, ki je zasnovana tako, da zmanjšuje vlogo pravega glasbeništva, talent znajde na vrhu." Opozoril je tudi, da "Close the Door" poudarja eksperimentalno in vsestransko naravo Shineejeve glasbe, ki pogosto prehaja na neznana območja.
Z izdajo četrtega korejskega albuma Odd se je skupina Shinee vrnila k svojemu staremu zvoku in hkrati eksperimentirala z novimi žanri, kot je deep house. Po Keyjevih besedah je skupina prvič neposredno sodelovala pri produkciji albuma Odd, vključno z odločitvijo o izbiri vodilnega singla in konceptu albuma. Kostumi so temeljili na Keyjevih zamislih - vintage, old-school [estetika] v času, ko so druge skupine večinoma nosile uniforme. Album je zajemal različne sloge, vključno z dvema singloma - deep house skladbo "View" in funkovo skladbo "Married to the Music", navdihnjeno z Rocky Horror. Alexis Hodoyan-Gastelum z MTV je pohvalila glavni singel View in ga opisala kot "odličen sproščen poletni jam", čeprav "nas pesem zavede, da mislimo, da gre za balado v hitrem tempu, preden v refrenu doseže svoj techno vrh".  Jeff Benjamin pa je pohvalil skladbo Odd Eye, ki jo je napisal in zložil član Jonghyun. Benjamin navaja, da se skupina "vrača k R&B strani Shinee s pernatimi vokali, tesnimi harmonijami in falsetom člana Onewa, ki so osrednji del tega razgibanega uvodnika", vendar dodaja tudi, da je "kljub prvotnemu debiju z R&B zvokom Shinee verjetno najbolj vznemirljiva, ko eksperimentira".

## Sponzorstva
Na začetku svoje kariere so Shinee podpirali več blagovnih znamk, na primer kozmetično znamko Nana's B športno znamko Reebok. Kasneje so sodelovali z blagovno znamko oblačil Maypole, ter priljubljenima korejskima kozmetičnima znamkama Etude House in The Saem. Leta 2012 je mikrostrani Lash Pump 3-Step Volume-Cara podjetja Etude House, ki je temeljila na računalniku in mobilni napravi, na kateri sta glavni manekenki Sandara Park in Shinee, ki sta nastopali kot lutki predstavljali "lutkine trepalnice", na 9. podelitvi nagrad  Web Awards Korea prejela prvo mesto v kategorijah mobilnega trženja in promocije izdelkov. Skupina je sodelovala tudi v priljubljenem korejskem stripu The Blade of the Phantom Master in seriji spletnih risank ENT. Poleg tega je skupina podprla športno blagovno znamko Skechers ter sodelovala z znamko Naver in Skechersom za majice in kape, ki so jih oblikovali člani skupine.  Marca 2023 je blagovna znamka lepote Dr.G imenovala Shinee za svojo globalno ambasadorko v upanju, da bo s svojo močno bazo oboževalcev v Koreji in tujini razširila globalni trg te blagovne znamke.

Podjetja, katerih izdelki se promovirajo z oznako Shinee, pogosto beležijo večje prihodke; na primer "Shinee's Sparkling Water", gazirana ustekleničena voda, ki jo prodaja E-mart, se je v enem mesecu pohvalila s skupno prodajo v višini 67 milijonov vonov. 

## Diskografija
| Korean albums - The Shinee World (2008) - Lucifer (2010) - The Misconceptions of Us (2013) - Odd (2015) - 1 of 1 (2016) - The Story of Light (2018) - Don't Call Me (2021) - Hard (2023) | Japanese albums - The First (2011) - Boys Meet U (2013) - I'm Your Boy (2014) - D×D×D (2016) - Five (2017) |

## Turneje
| - Shinee World (2010–2011) - Shinee World II (2012) - Shinee World IV (2015) - Shinee World VI: Perfect Illumination (2023) - Shinee World III (2014) - Shinee World V (2016–2017) | - Shinee World 2012 (2012) - Shinee World 2013 ~Boys Meet U~ (2013) - Shinee World 2014 ~I'm Your Boy~ (2014) - Shinee World 2016 ~DxDxD~ (2016) - Shinee World 2017 ~Five~ (2017) - Shinee World The Best 2018 ~From Now On~ (2018) - Beyond Live – Shinee: Shinee World (2021) |

## Filmografija

### Film
| Leto | Naslov             | Pripombe          | Ref.    |
| ---- | ------------------ | ----------------- | ------- |
| 2012 | I Am               | Biografski film   | [ 226 ] |
| 2015 | SM Town: The Stage | Dokumentarni film | [ 227 ] |
| 2023 | My Shinee World    | Dokumentarni film | [ 228 ] |

### Televizijska drama
| Leto | Naslov            | Pripombe             | Ref.    |
| ---- | ----------------- | -------------------- | ------- |
| 2008 | My Precious You   | epizodna vloga       | [ 228 ] |
| 2012 | ENT               | animirani karakterji | [ 229 ] |
| 2013 | You Are the Best! | epizodna vlog        | [ 230 ] |

### Resničnostni šovi
| Leto | Naslov                 | Ref.    |
| ---- | ---------------------- | ------- |
| 2008 | Shinee's Yunhanam      | [ 231 ] |
| 2010 | Shinee's Hello Baby    | [ 232 ] |
| 2012 | World Date with Shinee | [ 233 ] |
| 2013 | Shinee's One Fine Day  | [ 85 ]  |
| 2018 | Shinee's Back          | [ 234 ] |
| 2021 | Shinee Inc.            | [ 235 ] |
| 2023 | Shinee's 15m           | [ 236 ] |

## Publikacije
- Otroci sonca: Onew, Key, Taemin iz Shinee v Barceloni, Woongjin Think Big Co., Ltd (12. september 2011)ISBN 8901136058
- Shinee Surprise Vacation – Potovalni zapis, SM Entertainment (27. maj 2013),ISBN 8996955434